# Carmen Viance
Carmen Viance (21 juin 1905 - juillet 1958) est une actrice espagnole qui apparut dans une vingtaine de films de 1924 à 1943.

## Filmographie non exhaustive
- Las de Méndez (1927)
- La aldea maldita (1930)
- Currito de la Cruz (1936)
- La casa de la lluvia (1943)